# 静岡県道117号下田港線
静岡県道117号下田港線（しずおかけんどう117ごう しもだこうせん）は静岡県下田市を通る一般県道である。

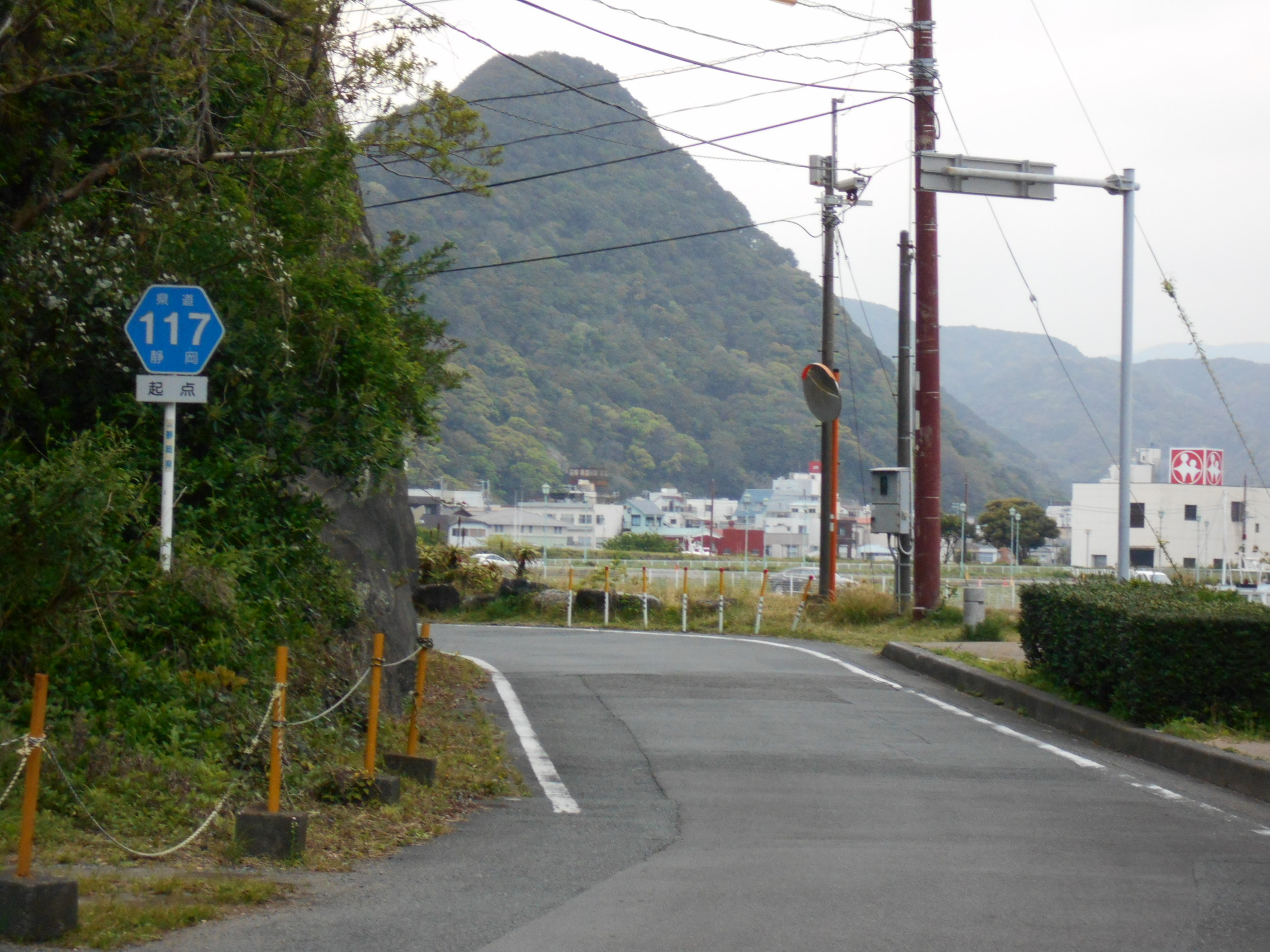
起点

## 概要

### 路線データ
- 陸上距離：945m
- 起点：下田市3丁目
- 終点：下田市5丁目（国道136号交点）

## 地理
周辺には、下田市立下田小学校、春日山、下田港、下田公園などがある。

### 接続路線
- 国道136号
- 静岡県道16号下田石廊松崎線

### 通過する自治体
- 静岡県
  - 下田市